# Ladislao Lukács
Ladislao Lukács (en húngaro: erzsébetvárosi Lukács László), político y primer ministro húngaro a comienzos del siglo XX.

## Comienzos
Se le consideraba, como a su colega de partido y también primer ministro de la época Colomán Széll, un experto en finanzas. Formaba parte del creciente número de miembros de la nobleza que, ante la crisis agrícola de finales de siglo, mantuvo sus valores aristocráticos pero comenzó a pasar a la administración del estado.
Se le tenía por hombre cercano al emperador Francisco José y sirvió en los gabinetes de Dezső Bánffy, Colomán Széll y Esteban Tisza, todos del Partido Liberal que había dominado la política húngara del último cuarto del siglo XIX, como ministro de finanzas.
Tras la dimisión del gabinete de la Coalición encabezado por Sándor Wekerle en abril de 1909 se mostró partidario de fomentar la disolución definitiva de aquella para acelerar la vuelta al poder de los liberales, al contrario de Tisza, inclinado a esperar que las disensiones entre sus miembros la disolviesen sin intervención externa. El emperador se vio forzado a elegir al nuevo primer ministro entre el reducido número de políticos magiares dispuestos a defender el impopulaar Compromiso Austrohúngaro de 1867. Parte de la Coalición, sin embargo, prefería este gobierno de sus adversarios a la alternativa de la nueva suspensión de la constitución por el emperador. Descartado Tisza por sus desavenencias con el heredero al trono, el archiduque Francisco Fernando y por sus anteriores errores al frente del gobierno, el emperador inclinaba por Lukács, dispuesto a ampliar el sufragio que debía debilitar a la nacionalista oligarquía magiar y más diplomático que el inflexible Tisza. Esta postura podía atraer a parte de la oposición en un tema que Tisza rechazaba. Finalmente el emperador optó por otro liberal, el conde Carlos Khuen-Héderváry, que aceptó tras tratar con Tisza.

## Gobierno
Cuando este dimitió el 17 de abril de 1912, incapaz de acabar con la obstrucción de la oposición a los cambios sobre el ejército austrohúngaro que el emperador deseaba aprobar y la oposición parlamentaria estorbaba, el monarca decidió nombrar primer ministro a Lukács, su político magiar de mayor confianza.
Lukács trató de desbloquear la aprobación del proyecto de ley sobre el ejército negociando con la oposición. Parte de esta propuso aceptarlo a cambio de que se aprobase su propuesta de ampliación del derecho a voto, mientras que Lukács deseaba dar prioridad al primero para tratar más adelante el segundo. Las negociaciones fracasaron a mediados de mayo y la oposición volvió a utilizar el reglamento de la cámara para estorbar la aprobación de legislación. El 21 de mayo de 1912 Esteban Tisza, partidario de acabar con estas dilaciones, fue nombrado por su Partido del Trabajo Nacional presidente del parlamento.
El 9 de diciembre de 1912, coincidiendo con la primera guerra balcánica, aprobó medidas extraordinarias que recortaban los derechos civiles en tiempo de guerra, a pesar de la protesta de la oposición.
Su gobierno se caracterizó por la creciente influencia de Tisza, verdadero poder en la sombra que guiaba las principales acciones del gobierno. El primer ministro fue acusado de corrupción, reforzando el poder de Tisza respecto a este, que se enzarzó en un largo proceso judicial contra su acusador. El proceso, en el que no salió bien parado, forzó su dimisión en junio de 1913, que el emperador aceptó, aunque ya en febrero había rumores de su inminente sustitución por Tisza.
Fue sustituido efectivamente por Esteban Tisza el 10 de junio de 1913.
Tras su relevo al frente del gobierno la oposición volvió a acusar en octubre de 1913 a Lukács de aceptar sobornos para el Partido en 1910.